# Anfinn Kallsberg
Anfinn Kallsberg   (Klaksvík, 19 de novembre de 1947 - 20 de febrer de 2024) va ser un polític conservador feroès, antic primer ministre i exdiputat del Partit del Poble. El 1980 va ser escollit diputat al Løgting per primer cop. Va ocupar els càrrecs de ministre de Pesca (de 1983 a 1985, i durant 5 mesos al primer govern de coalició de Jógván Sundstein el 1989) i de ministre d'Economia i Finances de 1996 a 1998 en una coalició encapçalada per Edmund Joensen del Partit Unionista. Finalment va ocupar el càrrec de Primer ministre de les Illes Fèroe de 1998 a 2004.
Va presidir també el seu partit durant 14 anys, entre 1991 i 2007.

## Carrera política
Entre 1974 i 1980 va ser alcalde de Viðareiði, càrrec al que va renunciar en ser elegit diputat del Løgting pel districte de Norðoyar. Després de 3 anys al Løgting, el 1983 va ser designat ministre de pesca i de comerç en el govern de Pauli Ellefsen, càrrec que va exercir fins a 1985 quan el govern d'Ellefsen va arribar a la seva fi. Kallsberg va tornar a un ocupar un càrrec públic de manera esporàdica en el primer govern de Jógvan Sundstein; va ser al lloc de ministre de esca i de municipis, i va exercir aquest càrrec de gener a juny de 1989.
Kallsberg va ser president del Løgting entre 1991 i 1993, i membre de la delegació del Løgting davant el Consell Nòrdic el 1991 i entre 1994 i 1998. El 1993 va ser triat com a president del Partit del Poble. Va ser ministre de finances i economia en el segon govern d'Edmund Joensen (1996-1998); en aquest sentit la seva gestió va ser clau en el context de la postcrisi financera que va patir les Fèroe durant la primera meitat de la dècada de 1990.
En les eleccions parlamentàries de l'abril de 1998 el Partit del Poble va aconseguir el 21.3 % del sufragi (tercera força més votada), i va poder encapçalar un govern de coalició amb les forces independentistes: el Partit Republicà i el Partit de l'Autogovern. Durant aquest govern, l'agenda política de Kallsberg va estar marcada per les negociacions amb Dinamarca sobre una futura independència de les Illes Fèroe. Les negociacions van fracassar l'any 2000, i el 2001 es va cancel·lar un referèndum popular que les enquestes preveien com a no favorable a la independència.

La coalició va guanyar per escàs marge les eleccions del 2002, dues setmanes després que es revelés l'exploració de petroli al subsòl feroès. Davant l'escàs marge de maniobra política, la coalició es va haver d'ampliar amb la inclosió del Partit de Centre, d'orientació demòcrata-cristiana. El govern de Kallsberg va sol·licitar la retirada gradual dels subsidis provinents de Dinamarca, en un període d'entre 8 i 12 anys, però el govern danès es va negar a prolongar els subsidis més enllà de 4 anys.

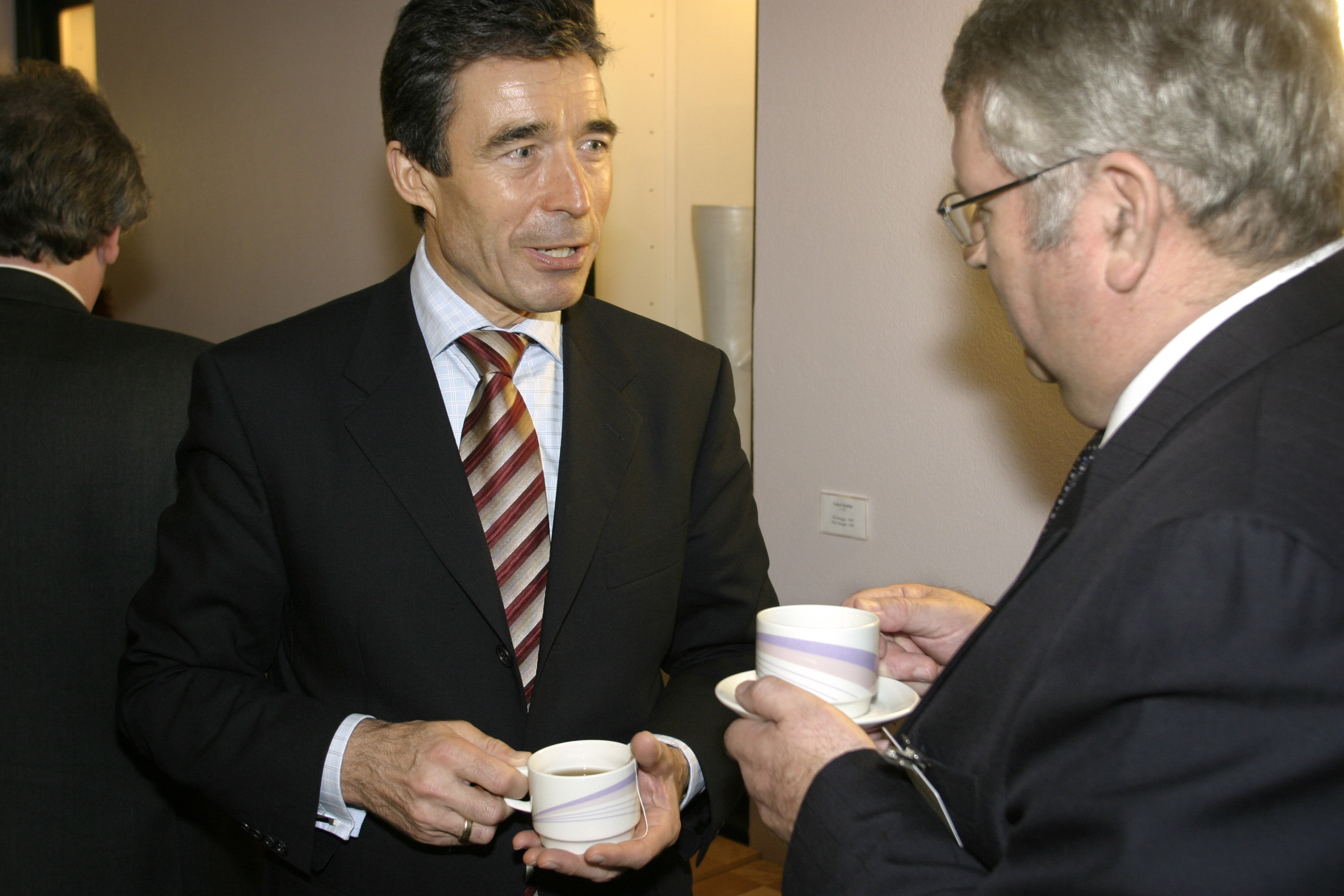
Anfinn Kallsberg parlant amb Anders Fogh Rasmussen, Primer ministre de Dinamarca, el 2003.

El 2003 va esclatar un enfrontament entre el primer ministre i Høgni Hoydal, líder dels republicans, quan es va acusar el despatx comptable de Kallsberg d'haver realitzat una transferència d'1 milió de corones d'una empresa processadora de peix a una empresa de la qual Kallsberg era copropietari. Malgrat Kallsberg va tornar els diners, la coalició es va trencar, els ministres republicans van ser expulsats del govern i el primer ministre va haver de convocar elecciones. Malgrat l'escàndol, el Partit del Poble va aconseguir una estreta victòria en les eleccions del gener del 2004, però Kallsberg ja no va formar part del nou govern.
De 2005 a 2007 va ocupar un dels dos escons feroesos al Folketing (parlament danès), al costat del seu antic aliat Høgni Hoydal. El novembre del 2007, durant la celebració del congrés nacional del Partit del Poble, Kallsberg va renunciar a la presidència del partit i va ser substituït per Jørgen Niclasen. Tot i així, es va presentar a les eleccions parlamentàries de 2008, essent elegit novament membre del Løgting. Va ser president del comitè de finances del parlament feroès fins al gener del 2011, data en què es va jubilar.